# Drapeau du Devon
Le drapeau du Devon est le drapeau du comté du Devon, en Angleterre. Il représente une croix blanche bordée de noir sur fond vert.
Il est consacré à Pétroc de Bodmin.